# Тюлені
Тюле́ні — загальна назва двох родин хижих ссавців, що ведуть напівводний спосіб життя, поліфілетична група, що раніше відносилася разом з моржевими (Odobenidae) в окремий ряд ластоногих (Pinnipedia). Тюленями називають представників родин Отарієві, або вухаті тюлені (Otariidae) і Тюленеві, або справжні тюлені (Phocidae). Вухаті тюлені налічують 7 родів і 14-16 видів, справжні тюлені утворюють 13 родів і понад 20 видів. 

## Анатомія та будова
Обом групам тюленів притаманний напівводний спосіб життя та витягнуте обтічне тіло. Шия коротка і товста, голова порівняно невелика з компактним черепом. Тюлені мають значний прошарок підшкірного жиру, що дозволяє мешкати в умовах холоду. Кінцівки тюленів перетворилися в плоскі ласти, озброєні кігтями; задні ласти спрямовані назад, подібно до хвоста китоподібних. Вухаті тюлені, ймовірно, походять від примітивних ведмедеподібних, справжні — імовірно від примітивних куницевих. У справжніх тюленів немає вушних раковин; задні ласти цілковито слугують для пересування у воді. У вухатих тюленів для пересування у воді слугують передні кінцівки, а задні в воді виступають кермом, на суші підгинаються вперед і підтримують масивне тіло. В тюленів розвинений нюх, що допомагає полювати на морських тварин — здебільшого рибу, і наявні чутливі вібриси, зір порівняно слабкий.
Тюлені широко поширені; особливо численні в приполярних широтах. Деякі мешкають в закритих водоймах материків. Більшість видів утворює на узбережжях і льодах лежбища (на період розмноження і линьки). Вагітність, як правило, триває близько року.

## Типові види тюленів
- Гренландский тюлень (лисун)
- Смугастий тюлень (крилатка)
- Кільчаста нерпа (акіба)
- Ларга (плямистий тюлень)
- Морський заєць (лахтак)
- Тюлень-монах
- Байкальська нерпа
- Каспійська нерпа